# 卡拉丹裸吻魚
卡拉丹裸吻魚（學名：Psilorhynchus kaladanensis）為輻鰭魚綱鯉形目裸吻魚科的一個種，分布於亞洲印度米佐拉姆邦卡拉丹河支流圖伊西河流域，本魚體延長，尾鰭中部具有小但明顯的深棕色三角形斑點，下葉基部附近有稍微延長的黑斑，中心有不明顯的 V 形垂直條，中心前鰭有深棕色斜條，側線上有30-32個鱗片，胸鰭之間的中腹部區域沒有鱗片鱗片，背鰭軟條12枚、臀鰭軟條8枚，體長可達5.2公分，棲息在沙石底質、水流快速的溪流，屬底棲性，生活習性不明。